# مبارزه کینه (فیلم)
مبارزه کینه (به انگلیسی: Grudge Match) فیلمی است محصول سال ۲۰۱۳ و به کارگردانی پیتر سگال است. در این فیلم بازیگرانی همچون رابرت دنیرو ، سیلوستر استالونه ، کوین هارت ، آلن آرکین ، کیم بسینگر ، جان برنثال ، ال ال کول جی ، آنتونی اندرسون ایفای نقش کرده‌اند.
هر دو بازیگر پیش‌تر در فیلم‌های موفق بوکس ایفای نقش کرده‌اند (استالونه در سری فیلم‌های راکی و دنیرو در گاو خشمگین) و همچنین در فیلم کاپ لند نیز با هم همکاری داشتند. این فیلم در ابتدا قرار بود در ۱۰ ژانویه ۲۰۱۴ اکران شود، اما تاریخ اکران آن به ۲۵ دسامبر ۲۰۱۳ تغییر یافت.  

## خلاصه داستان
در اوج دوران حرفه‌ای، دو بوکسور پیتس‌برگی به نام‌های هنری "ریزور" شارپ و بیلی "کید" مک‌دونن پس از دو مسابقه به رقبای سرسخت یکدیگر تبدیل می‌شوند. در اولین مسابقه، کید ریزور را شکست می‌دهد و در مسابقه دوم، ریزور برنده می‌شود - تنها شکست‌های دوران حرفه‌ای هر دو. اما پیش از مسابقه سوم، ریزور بدون هیچ توضیحی بازنشستگی خود را اعلام می‌کند که باعث خشم کید می‌شود و هر دو را از دستمزد کلانی محروم می‌کند.  
سال‌ها بعد، ریزور که در وضعیت مالی بدی به سر می‌برد، در یک کشتی‌سازی کار می‌کند تا اینکه دانته اسلیت جونیور، یک promoter بوکس، به سراغش می‌آید. دانته پیشنهاد می‌دهد که ریزور برای یک بازی ویدیویی، عملکرد موشن‌کپچر انجام دهد. جالب اینجاست که پدر دانته همان کسی بود که با معاملات مشکوک خود، ریزور را در این وضعیت مالی اسفبار قرار داد. ریزور که مردی کم‌حرف و متین است، تمایلی به این کار ندارد. اما کید که اهل خودنمایی است و حالا یک بار و نمایشگاه خودرو دارد، از این ایده استقبال می‌کند. در نهایت، ریزور فقط به خاطر ۱۵ هزار دلاری که برای درمان لایتنینگ کانلون (مربی سابق بیمارش) و پرداخت بدهی‌هایش نیاز دارد، با اکراه این پیشنهاد را می‌پذیرد.  